# Spiritualitás
A spiritualitás összefoglaló kategórianév. A szó jelentése az idő múlásával fejlődött és kibővült, és különféle jelentései vannak.

## Etimológia
A spiritus latin eredetű szóból származik, jelentése: lélegzet. Vallási értelemben: lélek – szellem.
A 20. század második felében – vélhetően francia közvetítéssel (spiritualité) – rendkívül széles körben elterjedt.

## Vallási meghatározása
Hagyományosan a vallási átalakulás folyamatára utalt, amelynek célja "az ember eredeti lényének helyreállítása", azaz "Isten képmására".
Több vallás közös alapelvét is jelenti, de nem feltétlen annak gyakorlása. A templomba járás, vagy az Istenben való hit nem jelenti közvetlen módon a spiritualitást. De bizonyos környezetben magába foglalhatja az etika gyakorlatait, a kegyességet, az imát, a meditációt, a szent iratok tanulmányozását, a dzsapázást stb.
A „spirituális” kifejezést ma gyakran használják olyan összefüggésekben, ahol korábban a „vallásos” kifejezést használták. Azonban mind a teisták, mind az ateisták bírálják ezt.
Keresztény értelemben a legáltalánosabban a Szentlélekből való életet jelenti, ami egyszerre utal a legbelsőbb istenkapcsolatra, valamint az emberben jelenlévő, Szentlélekkel szembeni tudatos és szubjektív magatartásra, valamint az embertársak felé forduló, cselekvő hitre. A spirituális ember vallja, hogy élete nem önmagáért való – nem öncélú – hanem egy magasabb szintű rendet, célt és értelmet szolgál. Tetteit, döntéseit ezen elv alapján igyekszik megvalósítani. (lásd még: önzetlen szolgálat)
Jelenthet olyan világnézeti formákat, amelyek elsősorban a szellemi, természetfeletti erők, illetve a lélek értelmezésén, magyarázatán alapuló irányzatainak közös neve.
A spirituálisan gondolkodó ember a világot úgy értelmezi, hogy a tettei egy speciális ok-okozati rendszerben hatnak vissza életére. Ezt hívhatjuk karmának, „sors”-nak vagy „isteni elrendelés”-nek. A spirituálisan gondolkodók szerint a világnak vannak az érzékszerveink számára rejtett dimenziói és összefüggései, amelyek ugyanolyan erős hatással lehetnek létünkre, mint a környezetünk érzékelhető része. A spirituális világnézeteket követők vallják, hogy az élet több kell hogy legyen, mint a természet véletlen egyszeri és megismételhetetlen játéka. Vallási hovatartozástól függetlenül szerintük a világot egy magasabb rendező elv, egy ember felett álló kozmikus törvény, erő (dharma, Isten stb.) irányítja. És míg a materialista szemléletű tudósok elsősorban természeti és fizikai törvények érvényesülése szerint értelmezik a világot, a spirituális irányzatok szerint ez a világrend nem személytelen és nem lehet pusztán mechanikusként értelmezni. A spirituális elvek szerint az ember személyes tettei és élményei értelmezhetők és összhangba hozhatók ezzel az egyetemes rendezőelvvel, amely azután áthathatja életüket egy mélyebb harmóniával.

A spiritualitás nem feltétlenül áll ellentétben a tudományos kutatásokkal, de ez a világnézet metafizikai alapokon nyugszik – nem keresi végtelenül a dolgok tudományos részleteit. Számtalan példa igazolja, hogy a tudomány fejlődésével egyre többet tudunk a világ olyan megnyilvánulásairól, tulajdonságairól, amelyet érzékszerveinkkel soha nem tapasztalhattunk. A természettudományok fejlődésével eljutottunk a látóterünk és lehetőségeink olyan határaihoz, ahol már az elektronmikroszkóp, vagy a számítógépekkel támogatott legnagyobb űrteleszkóp segítségével sem tudunk választ találni létezésünk alapvető kérdéseire sem. Az Ősrobbanás, vagy az élőlényekben megfigyelhető egységesen balra rendezett fehérjemolekulák körüli ellentmondások ugyanúgy tisztázatlanok mint a „négyes számrendszerben íródott” DNS „programozójának” kiléte. Ezek a kérdések számtalan tudóst késztetnek arra, hogy nyitottabban kezeljék a vallást, vagy a spiritualitást. A spirituálisan gondolkodó kutató a tudományos munkája során nem a kutatás befejezésére érez késztetést, hanem a vizsgált dolgok tiszteletére és az eredmények olyan értelmű hasznosítására, amely igyekszik megtartani a harmóniát a természet erőivel.

## Filozófiai meghatározása
Filozófiai szempontból az anyag és a szellem vagy akár a belső és a külső ellentétére vonatkozik.

## Más témakörökben
A sajtóban vagy az interneten a szó nem mindig a pontos helyére kerül, vagy elmosódnak, esetenként nem léteznek markáns alkalmazási határai. A holisztikus szemlélet, az ezotéria, az okkultizmus és a spiritualitás stb. többszörösen átfedi egymást. Ahhoz, hogy pontosabban és szakszerűen használhassuk, néhány mondatban próbáljuk meg érzékeltetni a különbségeket és átfedéseket:
- Holisztikus elven egy tudományos vizsgálat is történhet. Az alapelv egy rendszer egészének, illetve egységének magasabb szervezettségi szintjét értelmezi az alkotó elemekhez képest.[16] A holisztikus elv és a spiritualitás legátfogóbb fedése a panteizmus elnevezésű vallási elgondolásban érvényesül. A panteizmus szerint a világ (minden apró eleme) és Isten egy és ugyanaz. Mégis vannak olyan jelenségek a spiritualitásban, például a reinkarnáció, ESP (testen kívüli érzékelés), amelyek túlmutatnak a test és a lélek holisztikus értelmezésén. A spiritualitás minden megközelítésében metafizikai tárgykör, miközben a holisztika a reál tudományok egyik elemzői szemlélete is.
- Az ezoterikus tanok eredeti vagy szűkebb értelemben csak a beavatottak számára elérhető misztikus, vagy üldözött tanokat jelentették.[17] Bizonyos tanok titkos jellegét a középkorban főleg az inkvizíciótól való félelem indokolta. Ha valami ezoterikus, akkor az rejtett, titkos. Ez a tulajdonság egy embercsoport elhatározásán is múlhat. Ha viszont valami a természetfeletti erők miatt rejtett illetve nem látható, akkor az, és általában minden spiritualitás ezoterikus is egyben.
- Az okkultizmus eredetileg a láthatatlan szellemi erők segítségét alkalmazó foglalkozások összefoglaló neve, illetve világnézeti irányzata. A mágia, a varázslás, a multidimenzionális szellemi közvetítés a tevékenység fő vonalait képezi. A spiritualitás és az okkultizmus közös metszete, hogy az ember számára láthatatlan erők vagy elvek is létezhetnek. Az okkultizmus szót a tudományos cikkekben gyakran bírálatként, negatív jelzőként a spiritualitás helyett is használják.
- A jin-jang kínai eredetű világnézeti-filozófiai rendszer. Az ellentétes tulajdonságokat azok egyensúlyán és a körforgáson keresztül értelmezi – tanítja a világ működését. Mindezt nem csak a spiritualitás keretein belül, hanem reál tárgyi viszonylatokban is.
- A hagyományos kabbala szerint spirituálisnak számít minden olyan cselekedet, ami nem "értem", hanem kizárólag a "Teremtőért" van, azaz amikor a cselekedet kimenetele még indirekt módon sem kapcsolódik ahhoz, aki végrehajtja azt.[18]
- A Transzcendencia az emberi, fizikai határainkon való átlépést, a természetfeletti dolgokat jelenti.[19]
- A testről és lélekről kialakított metafizikai elképzelést dualizmusnak is szokás nevezni[20]

## Spirituális gyógyítás
Az alternatív gyógyászat számtalan változata a spirituálitás elvén alapul. A lelki eredetű konfliktusoknak, traumáknak jelentős szerepe lehet a legtöbb betegség kialakulásában. A lelki egyensúly a legsúlyosabb, egyébként fizikai eredetű betegségből, balesetből való gyógyuláshoz is fontos lehet. A hivatalos medicina a spirituális gyógyítást placebónak tekinti illetve ez a kezeléssel, engedélyezéssel szemben támasztott minimum követelmény. 

Magyarországon az 1997. évi CLIV. törvény tette lehetővé a természetgyógyászat keretein belül a spirituális gyógyítás egyes fajtáinak gyakorlását.
A spiritualitás hívői szerint a spirituális gyógyítást olyan ember tudja véghezvinni akinek erős és tiszta aurája van. A gyógyító saját aurája segítségével gyógyítja a beteget, mely egyenesen az aurájára és azon keresztül rá hat. (lásd még: bioenergetikai parafenomén) Ha a gyógyító nem tisztítja az auráját rendszeresen gyógyítások után, akkor meglehet, hogy a beteg betegsége átragad, megmarad benne. [forrás?]